# Radiowęzeł

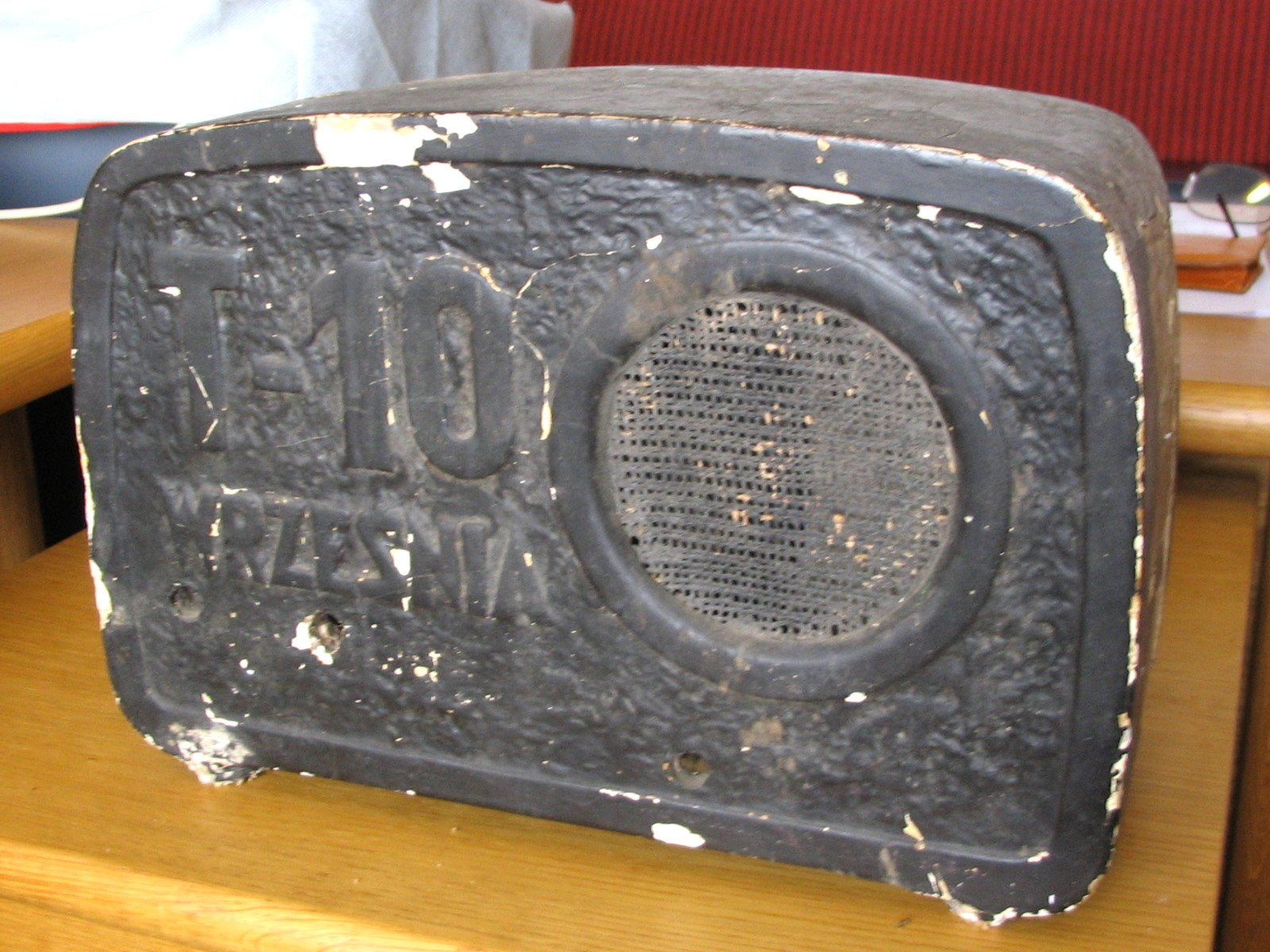
Głośnik radiowęzłowy z 1955 r.

Radiowęzeł – zespół urządzeń do przekazywania programów radiowych przewodowo do większej liczby odbiorców, elementarny moduł radiofonii przewodowej.
Urządzenia wchodzące w skład radiowęzła dzielą się na trzy podstawowe grupy:
- Stacja radiowęzła: urządzenia służące do uzyskiwania i wzmacniania programu przekazywanego z rozgłośni centralnej lub innego źródła, niekiedy także do tworzenia własnych programów,
- Urządzenia sieci transmisyjnej, przy pomocy której energia przekazywana jest do odbiorców,
- Urządzenia odbiorcze przetwarzające energię elektryczną na akustyczną: głośniki abonenckie i głośniki uliczne.

Radiofonię przewodową zaczęto stosować w ZSRR już w latach 20. XX w. W Polsce pojawiła się w 1945 r., szczyt rozwoju przypadł na rok 1957 a zanikać zaczęła w latach 70. XX wieku. Później „radiowęzłem” zaczęto nazywać urządzenia stacyjne wraz z pomieszczeniem, a nie – jak początkowo – całą infrastrukturę dostarczającą program do odbiorców. Obecnie radiowęzły funkcjonują m.in. w szkołach, internatach, domach studenckich, zakładach pracy, hotelach, więzieniach, dworcach, dużych sklepach.
Podstawowym wyposażeniem stacji radiowęzła jest wzmacniak. Sygnał radiowy z rozgłośni centralnej mógł być dostarczony do radiowęzła przy pomocy linii telefonicznej lub odebrany za pomocą odbiornika radiowego. W przypadku realizacji własnego programu w skład wyposażenia wchodziły dodatkowo: mikrofon i gramofon, później także magnetofon. W latach 70. XX w. urządzenia elektroniczne dla małego radiowęzła montowane były w jednej obudowie, w ten sposób powstała radiola.
Do odbioru audycji z radiowęzła służyły głośniki zwane popularnie kołchoźnikami, zawierające dodatkowo potencjometr lub transformator z odczepami do regulacji głośności. Kołchoźniki często posiadały jedynie możliwość regulacji siły głosu, ale bez możliwości całkowitego wyciszenia. Duże głośniki, służące do nagłaśniania wielkich pomieszczeń i otwartych przestrzeni zwane są megafonami.
Pierwotne plany radiofonizacji w Polsce zakładały także zastosowanie głośników ulicznych. Pojawiły się one (głównie w miastach) w pierwszych latach powojennych, nie przyjęły się jednak i – poza nielicznymi wyjątkami – nie były później stosowane.